# Roßau

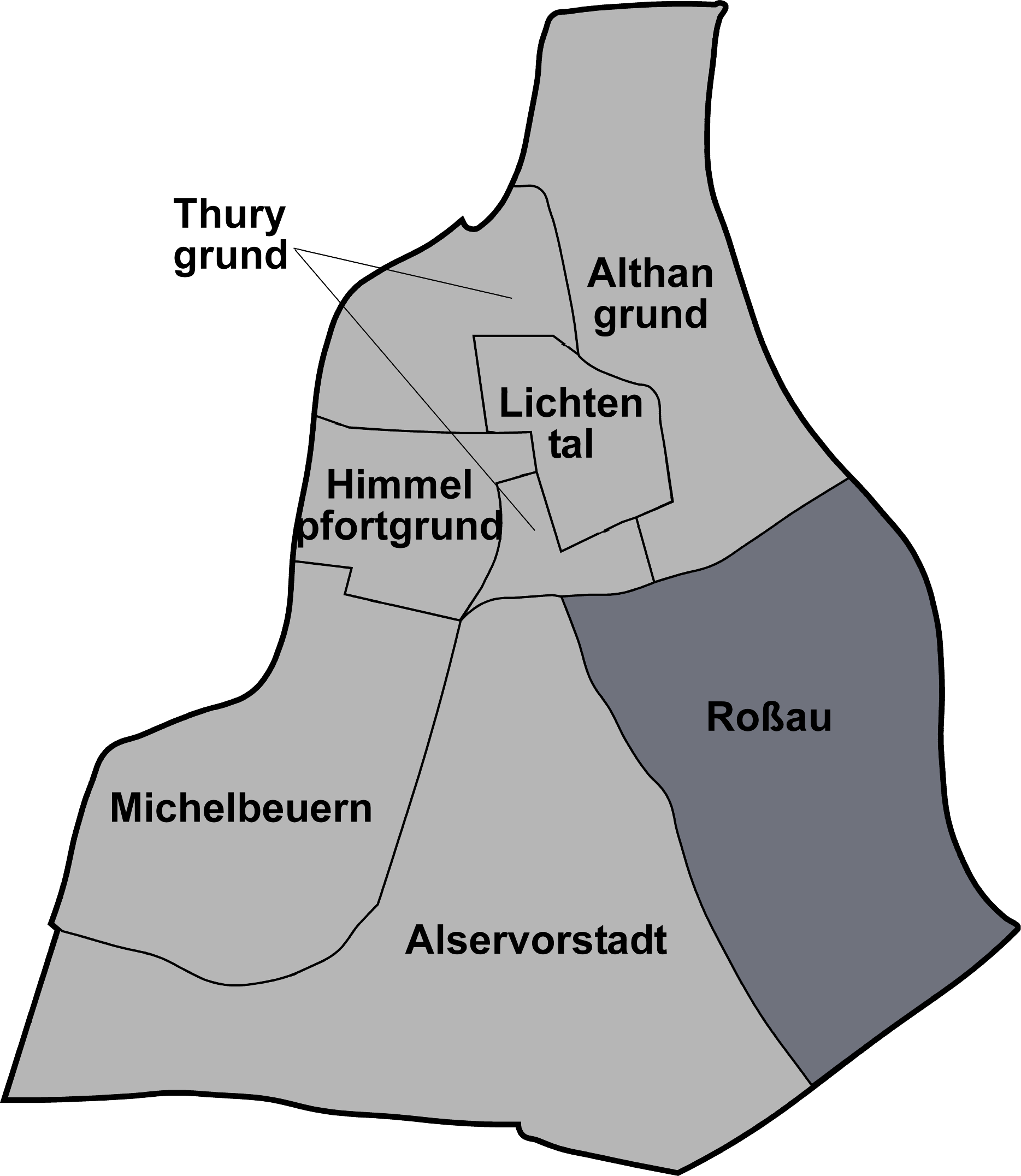
Carte de Roßau

Roßau est un quartier à l'est de l'arrondissement d'Alsergrund à Vienne (Autriche).

## Architecture et tourisme
- Palais Liechtenstein abritant le Liechtenstein Museum
- Église des servites consacrée à l'Annonciation
- Sigmund Freud Museum dédié à Sigmund Freud